# Sophie Hosking
Sophie Hannah Marguerite Hosking (Edinburgh, 25 januari 1986) is een voormalig Britse roeister. Hosking was al roeister gespecialiseerd in de lichtgewicht roeinummers, ze maakt haar debuut op de Wereldkampioenschappen roeien 2006 in lichte dubbel-vier waarbij ze gelijk de bronzen medaille won. In het daarop volgende jaar won Hosking in de lichte dubbel-vier de zilveren medaille op de Wereldkampioenschappen roeien 2007. Omdat de lichte dubbel-vier is geen Olympisch nummer is kon Hosking niet deelnemen in de lichte dubbel-vier aan de Olympische Zomerspelen 2008. In 2009 stapte Hosking over naar de Olympische lichte dubbel-twee. Hosking behaalde tijdens de Wereldkampioenschappen roeien 2009 & 2010 geen medailles. Hosking won samen met Hesther Godsell de bronzen medaille tijdens de Wereldkampioenschappen roeien 2011 in Bled. Hosking haalde haar grootste succes samen met Katherine Copeland door het winnen van de gouden medaille tijdens de Olympische Zomerspelen 2012. Na afloop van de Olympische Zomerspelen 2012 beëindigde Hosking haar carrière.
Hosking werd tijdens de nieuwjaars-lintjesregen van 2013 door Elizabeth II benoemd tot lid in de Orde van het Britse Rijk vanwege haar verdiensten voor het roeien.

## Resultaten
- Wereldkampioenschappen roeien 2006 in Eton  lichte dubbel-vier
- Wereldkampioenschappen roeien 2007 in München  lichte dubbel-vier
- Wereldkampioenschappen roeien 2008 in Ottensheim 4e lichte dubbel-vier
- Wereldkampioenschappen roeien 2009 in Poznań 9e lichte dubbel-twee
- Wereldkampioenschappen roeien 2010 in Cambridge 5e lichte dubbel-twee
- Wereldkampioenschappen roeien 2011 in Bled  lichte dubbel-twee
- Olympische Zomerspelen 2012 in Londen  in de lichte dubbel-twee

1996: Constanța Burcică & Camelia Macoviciuc ·
2000: Constanța Burcică & Angela Alupei ·
2004: Constanța Burcică & Angela Alupei ·
2008: Marit van Eupen & Kirsten van der Kolk ·
2012: Katherine Copeland & Sophie Hosking  ·
2016: Ilse Paulis & Maaike Head ·
2020: Valentina Rodini & Federica Cesarini ·
2024: Emily Craig & Imogen Grant